# Roger Kangni
Roger Messau Kangni (* 1944; † 10. September 2021 in Montreal, Kanada) war ein togoischer Leichtathlet.

## Leben
Bei der ersten Olympiateilnahme Togos bei den Olympischen Spielen 1972 in München war Kangni einer von drei Leichtathleten des Landes. Im Wettkampf über 800 m schied er jedoch im Vorlauf aus. Bei der Eröffnungsfeier war er Fahnenträger der togoischen Mannschaft. Später wurde er in Montreal Trainer und bereitete einige Athleten auf Olympische Spiele vor. 
Seine Tochter Sandrine Thiébaud-Kangni war ebenfalls Leichtathletin und nahm an den Olympischen Sommerspielen 2004 und 2008 teil.